# Ischnotoma (Ischnotoma) fagetorum
Ischnotoma (Ischnotoma) fagetorum is een tweevleugelige uit de familie langpootmuggen (Tipulidae). De soort komt voor in het Neotropisch gebied.